# Dom Padiery w Tarnowskich Górach
Dom Padiery – zabytkowa kamienica z końca XVI wieku znajdująca się przy ulicy Opolskiej 1 na terenie zabytkowego śródmieścia miasta Tarnowskie Góry.

## Architektura
Budynek na rzucie zbliżonym do prostokąta, piętrowy, dwu- częściowo trzytraktowy. W jednym z pomieszczeń na parterze zachowane sklepienie kolebkowe z lunetami na gurtach, w dwóch mniejszych – krzyżowe. Elewacje barokowo-klasycystyczne: frontowa siedmioosiowa od strony ulicy Opolskiej, boczna – od strony ul. ks. Józefa Wajdy – pięcioosiowa, zwieńczone trójosiowymi wystawkami. Fasady podzielone pilastrami kompozytowymi, parzystymi w narożnikach. Dach naczółkowy z lukarnami, kryty dachówką.
Do budynku przylega parterowa oficyna ze ścianami podzielonymi pilastrami toskańskimi.

## Historia
Budynek we współczesnej formie powstał na przełomie XVIII i XIX wieku najprawdopodobniej w wyniku przekształcenia dwóch XVI-wiecznych domów. W drugiej połowie XIX wieku w Domu Padiery mieścił się zajazd i jeden z miejskich browarów (Biergrosshandlungen und Brauerei Horoba Max). Od końca XIX wieku aż do wybuchu II wojny światowej w domu mieścił się hotel. Początkowo należał do właścicielki browaru, Marie Adler i nosił nazwę Adler’s Hotel, następnie stał się własnością Maksymiliana (Maxa) Janego, który zmienił jego nazwę na Freie Bergstadt (pol. „Wolne Miasto Górnicze”). Dach tego hotelu został przebudowany w 1912 roku przez budowniczego Johannesa Kindlera. Rok później w marcu zaprojektował on również werandę znajdująca się przy tym hotelu od ulicy Wajdy (wówczas Gartenstrasse – ul. Ogrodowa).
Po wojnie Maksymilian Jany reaktywował działalność hotelu w Domu Padiery aż do wywłaszczenia w 1947 roku. W budynku mieścił się następnie internat Zespołu Szkół Odzieżowych, potem przez pewien czas kamienica była własnością Zakładów Odzieżowych „Tarmilo”.
W 2020 roku w wyniku wyburzenia przylegającej do Domu Padiery hali zakładów odzieżowych odsłonięta została bardzo zniszczona, zachodnia elewacja kamienicy. W 2022 roku fasada budynku została odrestaurowana.
Według stanu z lipca 2022 w budynku mieszczą się m.in. kancelarie adwokackie, klinika dentystyczna, agencja banku Pekao oraz biura poselskie i senatorskie.